# Конная статуя Георга герцога Кембриджского (Лондон)
«Памятник Георгу герцогу Кембриджскому» (англ. Equestrian statue of the Duke of Cambridge, Whitehall) — конная статуя 1907 года работы скульптора Адриана Джонса, посвящённая главнокомандующему британской армии с 1856 по 1895 год, фельдмаршалу Георгу герцогу Кембриджскому, члену британской королевской семьи, внуку короля Георга III по мужской линии, установленная в Лондоне — столице Великобритании на ул. Уайтхолл.

## История
Торжественной открыт королём Великобритании Эдуардом VII 18 мая 1907 года. На создание конной статуи было использовано 45 тонн гранита. Общая высота постамента и статуи составляет около 7,6 м.
Памятник в натуральную величину изображает герцога Кембриджского верхом на коне в полной форме фельдмаршала, со всеми его наградами, орденами и медалями, за кампании в которых он принимал участие. В руке — фельдмаршальский жезл, вручённый герцогу королём Великобритании Вильгельмом IV, в другой руке — держит поводья лошади. По бокам постамента имеются две бронзовые барельефные панели, указывающие на связь герцога с гренадерской гвардией (полковником которой он был с 1861 до смерти в 1904 г.) и 17-м (собственным герцога Кембриджского) уланским полком.
На западной стороне постамента: надпись : Главнокомандующий британской армией, 1856—1895 гг., Родился в 1819 г., умер в 1904 г. На восточной стороне постамента: Фельдмаршал, Его Королевское Высочество, Джордж, герцог Кембриджский.
Мышцы и вены лошади вырезаны с красивой детализацией.

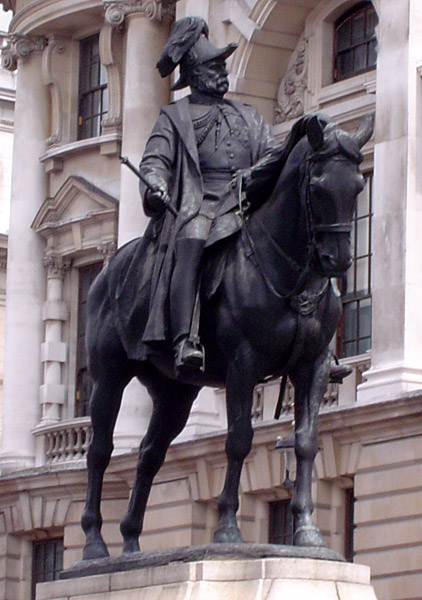

## Происшествие
В ноябре 2012 года обнаженный мужчина взобрался на статую и находился там более часа, пока его не уговорили спуститься, и он был взят под стражу.